# Ceccherelli (cognome)
Ceccherelli è un cognome di lingua italiana.

## Diffusione
Cognome raro, è concentrato in Toscana con poche presenze anche in Emilia-Romagna, Lazio e Lombardia.

## Etimologia
Deriva dall'alterazione vezzeggiativa del nome proprio di persona Ceccherellus, aferesi del nome Francesco.

## Storia
Il nome Ceccherellus è riportato nei documenti fiorentini fin dal XIV secolo.
Ceccherellus  Arrighi è nominato nell'inventario dei beni di Guido Della Foresta del 5 giugno 1341, conservato nel fondo Notarile antecosimiano, R.316 (1341-1345) ora 18339, dell'Archivio di Stato di Firenze.
Ceccherellus Mainardi de Villole è citato in un documento del 7 gennaio 1416, custodito nell'Archivio di Santa Maria del Fiore di Firenze.
La Famiglia Ceccherelli è nota fin dal XVI secolo. Un Mercurio, dopo aver militato in Francia e in Ungheria, passò Capitano dei Valloni in Fiandra, sotto le insegne del Principe Alessandro Farnese.

## Simboli araldici
L'elenco dei blasoni delle famiglie toscane, descritte nella Raccolta Ceramelli Papiani e conservata nell'Archivio di Stato di Firenze, fornisce le seguenti notizie genealogiche e araldiche:
- Fascicolo Ceccherelli n.1358, residenza Firenze, quartiere Santo Spirito, gonfalone Scala. Blasone:d'azzurro, al leone d'argento tenente una spada alta dello stesso; con il capo cucito d'Angiò.
- Fascicolo Ceccherelli n.1359, residenza Firenze, quartiere Santo Spirito, gonfalone Ferza. Blasone: d'azzurro, al leone d'oro sormontato da tre stelle a otto punte dello stesso ordinate in capo.

## Personaggi
- Alessandro Ceccherelli, fu libraio e letterato fiorentino del XVI secolo, di lui si conoscono le seguenti opere:
  - Delle azioni e sentenze di Alessandro de' Medici primo duca di Fiorenza. Venezia, 1565
  - Lettera nella quale si descrive l'invenzione, l'ordine, gli abiti e l'historie della Festa della Bufola . Firenze, 1566
  - Descrizione di tutte le feste, e mascherate fatte in Firenze per il carnevale dell'anno 1567. Firenze, 1567
  - Lamento del Cardinale de' Medici. Firenze, 1580
  - Lamento del Duca Alessandro de' Medici Primo Duca di Fiorenza. Firenze, 1586
- Anton Francesco Ceccherelli, Soprintendente del Seminario di Firenze nel 1743.
- Andrea Ceccherelli, nato a Firenze nel 1850, fu professore in Chimica all'Università degli Studi di Parma.
- Ignazio Marino Ceccherelli (1915-2001), Padre dell'Ordine francescano. Studiò presso le Università statali di Firenze e Roma. Allievo di Giorgio Pasquali e Giacomo Devoto. Fu Insegnante di Lettere classiche e Storia antica. Autore di numerosi libri tra i quali: 
  - Alle fonti della civiltà: viaggio storico linguistico attraverso i secoli. Firenze, Il Fauno, 1986
  - Il vento d'Oriente: alla scoperta delle radici della cultura occidentale. Firenze, I.E.I., 1989. (Premio speciale Fiorino d'oro 1994)
  - Fermati o Sole!. Bornato (BS), Sardini, 1992. ISBN 8875061564
  - Le antiche strade: dai Sumeri (3500 a.C.) fino alle strade romane. Lucca, M. Pacini Fazzi, 1995. ISBN 8872461707
  - L'origine delle lingue: nell'etimologia dei nomi antichi, orientali, biblici, classici. Bornato (BS), Sardini, 1995. ISBN 8875061653
  - Origine e significato dei nomi di persona. Bornato (BS), Sardini, 1996. ISBN 8875061661.
  - Se Galileo l'avesse saputo. Bornato (BS), Sardini, 2000. ISBN 8875061734
- Sebastiano Ceccherelli, Padre Missionario. Autore del libro: 
  - Venticinque anni sulle rive del fiume Han. Pistoia, Missioni Francescane, 1964